# Генрих Французский (архиепископ Реймса)
Генрих Французский (фр. Henri de France; ок. 1121 — 1175) — принц из династии Капетингов, третий сын французского короля Людовика VI и Аделаиды Савойской; епископ Бове (1148—1162), архиепископ Реймса (1162—1175).

## Биография
Генрих был третьим сыном короля Людовика VI от брака с Аделаидой Савойской, племянницей папы Каликста II. Ещё при своей жизни Людовик VI провозгласил старшего сына, Филиппа, королём-соправителем, а второго сына, Людовика, готовил к духовной карьере. Однако когда в 1131 году 15-летний наследник скончался в результате несчастного случая, король спешно забрал Людовика из монастыря, а к принятию сана стал готовить третьего сына, Генриха. В 13 лет принц Генрих прошел обряд пострижения, а через два года стал иподиаконом.
В 1146 году Генрих удалился в Клерво, чтобы стать простым монахом. Через три года, получив благословение Бернарда Клервоского, Генрих занял кафедру епископа Бове. Однако горожане Бове плохо приняли нового епископа, их поддержал и король Людовик VII, старший брат Генриха. Только вмешательство папы Евгения III позволило уладить конфликт.
В 1162 году Генрих занял кафедру архиепископа Реймса, одну из наиболее важных во Франции. В 1164 году он принял в Реймсе церковный собор, на котором папа Александр III призвал к крестовому походу против Фридриха Барбароссы. На новом месте Генрих также вступил в конфликт с горожанами, но на этот раз король встал на его сторону и помог справиться с недовольными. За время пребывания на кафедре Генрих значительно способствовал развитию города и епархии. С его именем связано строительство в Шампани на территории домена архиепископа пяти замков: Курвиль, Сет-Со, Кормиси, Шомюзи, Бетенивиль.
Генрих умер в 1175 году. Он оказался единственным в истории законнорождённым сыном французского короля, занимавшим епископскую кафедру.